# Mychajlivský rajón
Mychajlivský rajón (ukrajinsky Михайлівський район) byl rajón v Záporožské oblasti na Ukrajině. Hlavním městem byla Mychajlivka a rajón měl přibližně 28 tisíc obyvatel. 

## Sídla v rajónu
- Mychajlivka
- Pryšyb